# Automat oddechowy

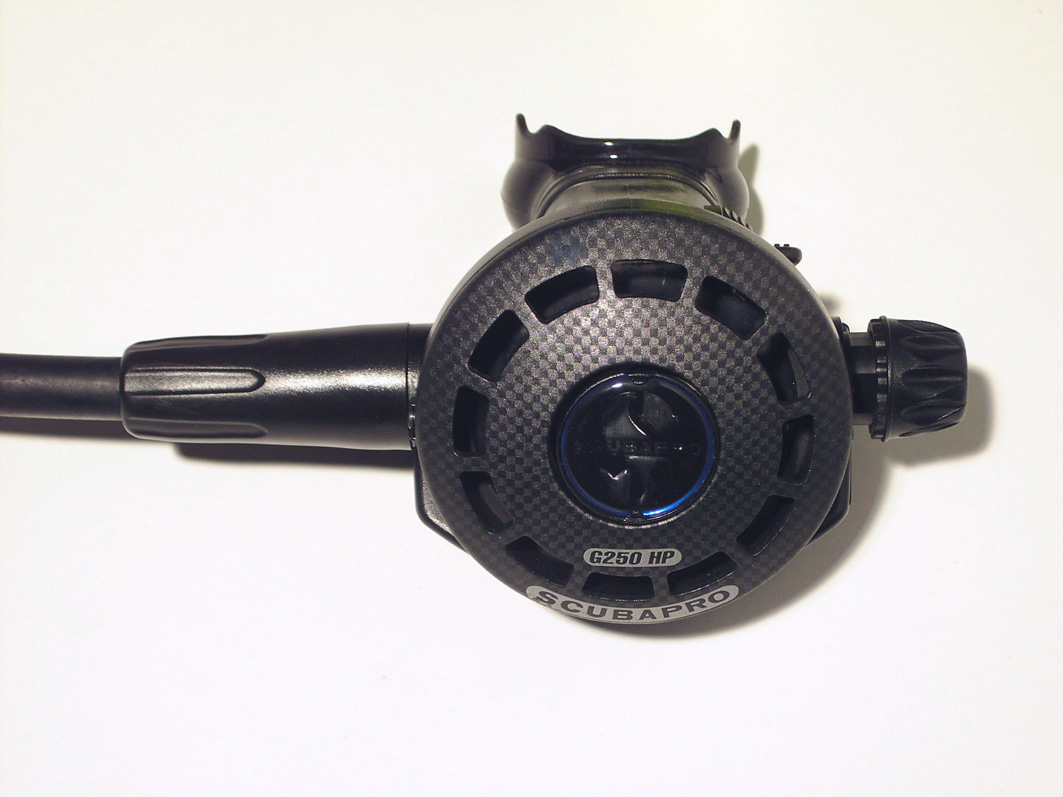
Automat oddechowy

Automat oddechowy – urządzenie pneumatyczne mające za zadanie podawać czynnik oddechowy pod ciśnieniem odpowiadającym ciśnieniu otoczenia (reduktor), używane przez nurków lub płetwonurków podczas wykonywania prac podwodnych lub nurkowania rekreacyjnego.

## Rodzaje automatów oddechowych
Przy rozróżnianiu automatów oddechowych uwzględnia się różne kryteria podziału.

### Ekonomiczność w zużywaniu czynnika oddechowego
- systemy z obiegiem otwartym
- systemy z obiegiem półzamkniętym
- systemy z obiegiem zamkniętym

W systemach z obiegiem otwartym wydychany przez nurka gaz wydostaje się bezpośrednio do wody.

W systemach o obiegu zamkniętym i półzamkniętym gaz krąży w tzw. pętli oddechowej, w której jest oczyszczany z dwutlenku węgla i wzbogacany w tlen, systemy te nazywane są rebreatherami lub oddycharkami.

### Rodzaj przepływu
- systemy z przepływem wymuszonym
- systemy z ciągłym wydatkiem

System z przepływem wymuszonym sterowany jest rytmem oddechowym nurka, podaje powietrze w czasie wdechu, w ilości zależnej od potrzeb, w czasie wydechu przepływ powietrza jest zamykany.

Systemy z ciągłym wydatkiem stosowane są w hełmach nurkowych, zapewniają ciągły przepływ gazu, charakteryzują się prostszą budową i niższą pracą oddechową. Oba rodzaje systemów są również stosowane w pierwszej pomocy tlenowej.

### Liczba stopni redukcji ciśnienia
- jednostopniowe
- dwustopniowe
  - o stopniach połączonych
  - o stopniach rozdzielonych

Automaty jednostopniowe redukują wysokie ciśnienie bezpośrednio do ciśnienia otoczenia, jest to rzadko spotykane rozwiązanie.

Automaty dwustopniowe najpierw obniżają wysokie ciśnienie do wartości stałego nadciśnienia względem ciśnienia otoczenia (pierwszy stopień redukcji), a następnie do ciśnienia otoczenia (drugi stopień redukcji).

Automaty o stopniach połączonych mają oba stopnie redukcji umieszczone w jednej obudowie, przykrecanej do zaworu butli nurkowej. Do ustnika przymocowane są dwa karbowane węże transportujące czynnik oddechowy.

Automaty o stopniach rozdzielonych posiadają pierwszy stopień redukcji przykręcany do zaworu butli nurkowej. Drugi stopień redukcji, połączony pojedynczym wężem trzymany jest przez płetwonurka w ustach.

### Charakterystyka pracy
- przeciwbieżny nieodciążony
- współbieżny nieodciążony
- przeciwbieżny odciążony
- współbieżny odciążony

Automaty odciążone podają czynnik oddechowy pod takim samym ciśnieniem, niezależnie od ciśnienia panującego w butli nurkowej.

### Element sterujący pracą automatu
- tłokowe
- membranowe

W zależności od rodzaju automatu elementem, który reaguje na zmiany ciśnienia środowiska jest tłok (automat tłokowy) lub membrana (aparat membranowy).